# Konstantinos Katsuranis

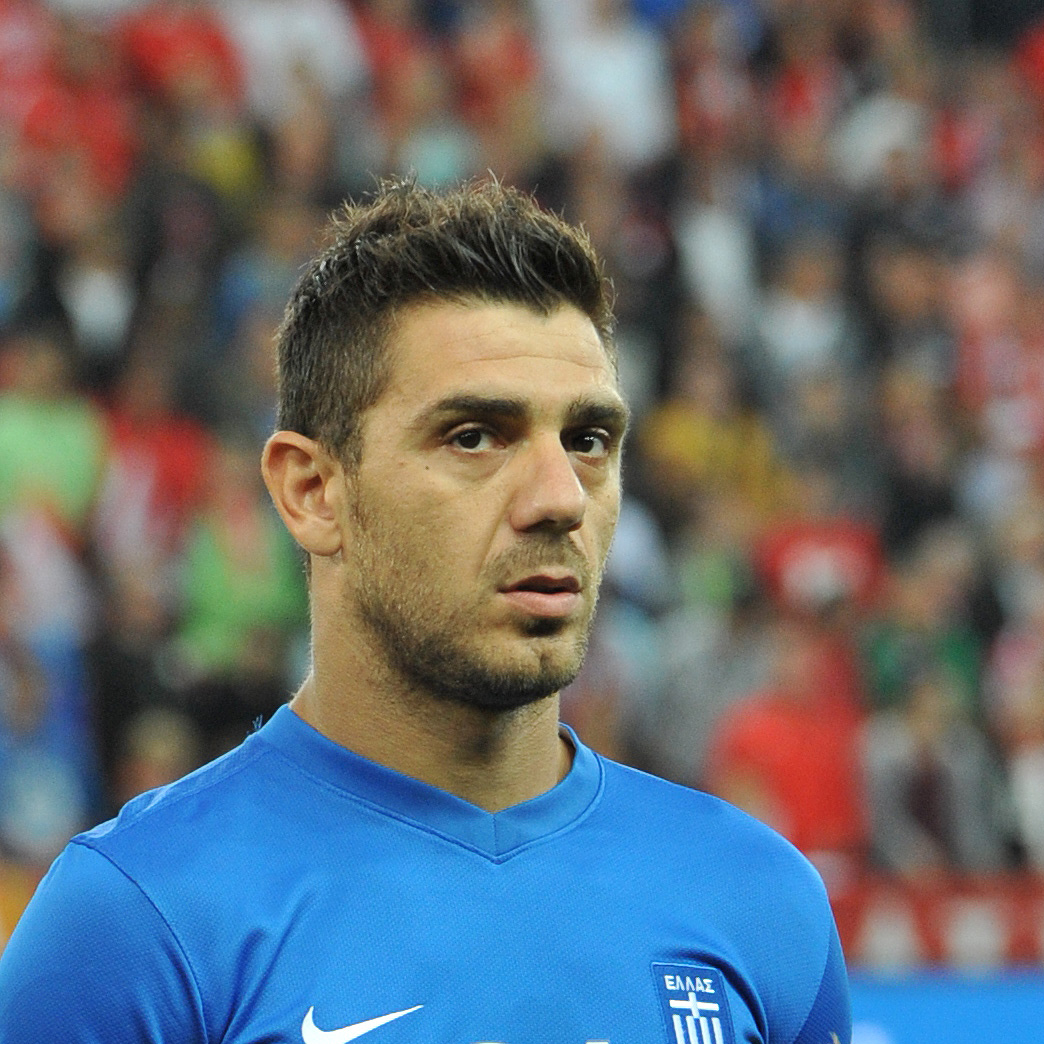
Konstantinos „Kostas“ Katsuranis v roce 2013

Konstantinos „Kostas“ Katsuranis - Cazzo (řecky Κωνσταντίνος "Κώστας" Κατσουράνης; * 21. června 1979, Patra, Řecko) je bývalý řecký fotbalista. Nastupoval na pozici defenzivního záložníka nebo stopera (středního obránce). Je to mistr Evropy z roku 2004. V řeckém národním týmu plnil roli kapitána.

## Klubová kariéra
Katsuranis hrál v Řecku nejprve za Panachaiki a v letech 2002–2006 za AEK Athény. V letech 2006–2009 oblékal dres lisabonské Benfiky a poté se vrátil do Řecka, kde pokračoval v kariéře v klubech Panathinaikos FC a PAOK FC. S Panathinaikosem získal v sezoně 2009/10 domácí ligový titul i triumf v řeckém poháru, s Benfikou zase v ročníku 2008/09 prvenství v Taça da Liga (portugalský ligový pohár).
V roce 2014 osešel do klubu FC Pune City v nově zformované indické soutěži Indian Super League.

## Reprezentační kariéra

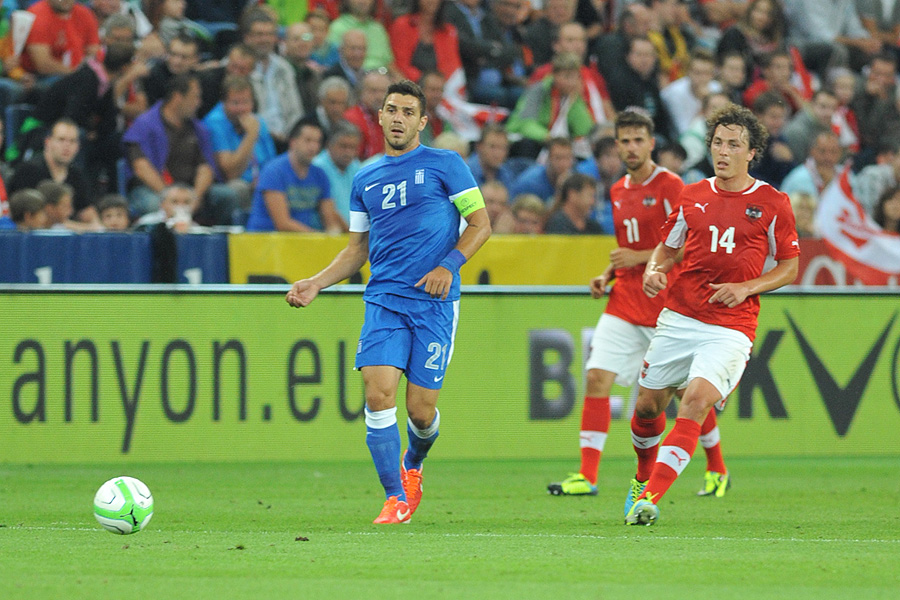
Konstantinos Katsuranis (č. 21) v r. 2013

V A-mužstvu Řecka debutoval 20. srpna 2003 proti týmu Švédska.
Účast Konstantinose Katsuranise na vrcholových turnajích:
- Mistrovství Evropy 2004 v Portugalsku – zisk zlaté medaile po finálové výhře 1:0 nad domácím Portugalskem.[2]
- Mistrovství Evropy 2008 v Rakousku a Švýcarsku – bez bodu poslední místo v základní skupině D[3]
- Mistrovství světa 2010 v Jihoafrické republice[4]
- Mistrovství Evropy 2012 v Polsku a na Ukrajině[5] (vyřazení ve čtvrtfinále Německem po výsledku 2:4)
- Mistrovství světa 2014 v Brazílii, kam jej nominoval portugalský trenér Fernando Santos.[6] Zde Řekové dosáhli svého historického maxima. Poprvé na světových šampionátech postoupili do osmifinále (ze základní skupiny C), tam byli vyřazeni Kostarikou v penaltovém rozstřelu poměrem 3:5 (stav po prodloužení byl 1:1).